# Liz to aoi tori
Liz to aoi tori (jap. リズと青い鳥 Rizu to aoi tori) – japoński film animowany z 2018 roku na podstawie serii powieści autorstwa Ayano Takedy. Film wyreżyserowała Naoko Yamada na podstawie scenariusza napisanego przez Reiko Yoshidę, za produkcję odpowiadało studio Kyoto Animation, a za dystrybucję Shōchiku. Premiera w japońskich kinach odbyła się 21 kwietnia 2018.

## Fabuła
Mizore jest cichą, introwertyczną uczennicą w trzeciej klasie liceum, która jest oboistką w szkolnym zespole koncertowym. Jej najbliższą przyjaciółką, która zajmuje większość jej myśli, jest Nozomi, jedna z flecistek zespołu, która jest znacznie bardziej towarzyska i popularna. Razem ćwiczą duet z utworu Liz to aoi tori, opartego na tytułowej, fikcyjnej niemieckiej bajce, którą Nozomi uwielbiała w dzieciństwie. Historia opowiada o młodej kobiecie imieniem Liz (reprezentowanej przez obój w utworze muzycznym) i bezimiennym niebieskim ptaku zamienionym w człowieka (reprezentowanym przez flet), którzy zostają najlepszymi przyjaciółmi i mieszkają razem, dopóki oboje nie są zmuszeni się rozstać. Nozomi i Mizore zdają sobie sprawę, że historia odnosi się do ich własnej relacji i zbliżającego się ukończenia szkoły, co martwi Mizore; postrzega siebie jako Liz i Nozomi jako ulotnego niebieskiego ptaka.
Chociaż Nozomi spędza czas z innymi przyjaciółkami z zespołu, Mizore izoluje się od wszystkich z wyjątkiem Nozomi i odrzuca propozycje innych koleżanek dotyczące wspólnego spędzania czasu. Często próbuje wyrazić swoje uczucia Nozomi, ale nie udaje jej się to. Niiyama, instruktorka gry na instrumentach dętych drewnianych w zespole, radzi Mizore, by po ukończeniu liceum złożyła podanie do szkoły muzycznej, aby mogła zostać profesjonalnym muzykiem. Mizore początkowo nie jest szczególnie zainteresowana, ale zmienia zdanie po tym, jak Nozomi mówi, że może złożyć podanie do tej samej szkoły. Martwi to ich kolegów z zespołu, ponieważ zdają sobie sprawę, że jedyną motywacją Mizore do gry jest Nozomi, która nie myśli poważnie o zostaniu profesjonalistką.
W miarę zbliżania się koncertu, Mizore i Nozomi oddalają się od siebie. Mizore, niespokojna o swoją przyszłość i przypominając sobie, że Nozomi odeszła z zespołu dwa lata wcześniej, obawia się, że ponownie ją porzuci. W międzyczasie Nozomi czuje się niekomfortowo, gdy Mizore stopniowo otwiera się na innych i jest nauczana przez Niiyamę, zazdrosna o jej większy potencjał. Co więcej, oboje mają trudności z udoskonaleniem swojego duetu, zarówno ze względu na ich coraz bardziej napięte relacje, jak i z powodu trudności w nawiązaniu więzi z postaciami z Liz to aoi tori; w szczególności Mizore nie rozumie, dlaczego Liz w ogóle wypuściła niebieskiego ptaka na wolność, zamiast zatrzymać go przy sobie na zawsze.
Ostatecznie, dzięki pomocy Niiyamy i innych członków zespołu, oboje lepiej rozumieją swoje relacje. W końcu zdają sobie sprawę, że chociaż kojarzyły Mizore z Liz, a Nozomi z niebieskim ptakiem, Mizore jest w rzeczywistości bliższa niebieskiemu ptakowi – musi porzucić swoje bezwarunkowe przywiązanie, aby mogła żyć własnym życiem – podczas gdy Nozomi jest bliższa Liz, która wypuściła ptaka na wolność, żeby go nie obciążać. Na następnej próbie wykonują utwór perfekcyjnie. Występ Mizore porusza jej koleżanki z zespołu, a Nozomi wychodzi z sali prób zapłakana. Później Mizore konfrontuje się z Nozomi na osobności; Nozomi wyznaje, że wiedziała, że Mizore powstrzymywała swój talent ze względu na nią. Wyjaśnia również, że nie zamierzała ubiegać się o przyjęcie do szkoły muzycznej i powiedziała to tylko z zazdrości o talent Mizore, ponieważ wiedziała, że nie ma umiejętności niezbędnych do przyjęcia. Mizore, zdenerwowana, że Nozomi zdaje się ignorować jej uczucia i zostawia ją w tyle, obejmuje Nozomi i wyznaje prawdziwą głębię swojej miłości. Jednak Nozomi jedynie się śmieje, wiedząc, że zaakceptowanie uczuć Mizore tylko dalej by ją ograniczało.
Jakiś czas później Mizore i Nozomi wydają się nadal oddalać od siebie, a Nozomi przedkłada egzaminy wstępne nad zespół. Po spotkaniu w szkolnej bibliotece, Nozomi prosi Mizore, by dołączyła do niej w kawiarni po szkole. Po drodze mówi, że będzie doskonale wspierać Mizore w ich duecie, prosząc tylko o „trochę czasu”. Mizore odpowiada, że nadal będzie grać na oboju. Gdy idą razem, Nozomi nagle odwraca się do Mizore, przez co Mizore wygląda na zaskoczoną.

## Obsada
| Postać                      | Seiyū            |
| --------------------------- | ---------------- |
| Mizore Yoroizuka            | Atsumi Tanezaki  |
| Nozomi Kasaki               | Nao Tōyama       |
| Liz i tajemnicza dziewczyna | Miyu Honda       |
| Natsuki Nakagawa            | Konomi Fujimura  |
| Yuuko Yoshikawa             | Yuri Yamaoka     |
| Ririka Kenzaki              | Shiori Sugiura   |
| Reina Kousaka               | Chika Anzai      |
| Kumiko Oumae                | Tomoyo Kurosawa  |
| Hazuki Katou                | Ayaka Asai       |
| Sapphire Kawashima          | Moe Toyota       |
| Satomi Niiyama              | Hōko Kuwashima   |
| Masahiro Hashimoto          | Yūichi Nakamura  |
| Noboru Taki                 | Takahiro Sakurai |

## Produkcja
Liz to aoi tori to trzeci film oparty na serii Hibike! Euphonium, dziejący się po Gekijōban Hibike! Euphonium: Kitauji kōkō suisōgaku-bu e yōkoso i Gekijōban Hibike! Euphonium: Todoketai Melody, z których oba wcześniejsze były kompilacjami serialu anime. Film osadzony jest w uniwersum serialu telewizyjnego, jednak tym razem głównymi bohaterkami są Mizore i Nozomi, które wcześniej pełniły role drugoplanowe. Z kolei dotychczasowe główne bohaterki serialu, takie jak Kumiko i Reina, pojawiają się jedynie jako postacie drugoplanowe. Pomimo bycia spin-offem, film ma również działać jako niezależna historia i nie wymaga znajomości serialu anime. Projektant postaci Futoshi Nishiya przeprojektował postacie, zamiast korzystać z projektów z serialu, aby lepiej dopasować je do stylu, fabuły i motywów filmu. W skład ekipy produkcyjnej wchodzili również Mutsuo Shinohara jako dyrektor artystyczny i Naomi Ishida jako stylistka kolorów.

## Ścieżka dźwiękowa
Film miał dwóch kompozytorów: Kensuke Ushio, który skomponował muzykę do poprzedniego filmu Yamady Koe no katachi, stworzył minimalistyczną ścieżkę dźwiękową do scen rozgrywających się w liceum, podczas gdy podkład muzyczny do fragmentów baśni Liz to aoi tori oraz utwory koncertowe wykonywane przez orkiestrę dętą zostały skomponowane przez Akito Matsudę, kompozytora serialu anime Hibike! Euphonium.

## Wydanie
Premiera w japońskich kinach odbyła się 21 kwietnia 2018, a za dystrybucję odpowiadało Shōchiku.
5 grudnia 2018 produkcja została wydana w Japonii także na Blu-ray i DVD.

## Odbiór
Film zebrał pozytywne recenzje od krytyków, przy czym najwięcej pochwał dotyczyło relacji i osobowości dwóch głównych bohaterek, ścieżki dźwiękowej i animacji. W serwisie Rotten Tomatoes 83% z 12 krytyków oceniło film pozytywnie, ze średnią oceną wynoszącą 7,4/10. Na podstawie recenzji 5 krytyków w serwisie Metacritic film uzyskał średnią ważoną ocenę 67/100, co oznacza, że otrzymał ogólnie pozytywne recenzje.